# Panelus setosus
Panelus setosus là một loài bọ cánh cứng trong họ Bọ hung (Scarabaeidae).